# Tống (họ)
Tống là một họ của người ở vùng Văn hóa Đông Á. Họ này phổ biến ở Trung Quốc (chữ Hán: 宋, Bính âm: Song hoặc Soong, Wade-Giles: Sung), Việt Nam và Triều Tiên (Hangul: 송, Romaja quốc ngữ: Song).

## Họ Tống ở Việt Nam
Chưa có thông tin nào về nguồn gốc và thời điểm các chi họ Tống phát tích tại Việt Nam, nhưng theo điều tra dân số các địa phương, hiện nay người mang họ Tống sống tập trung đông nhất ở tỉnh Thanh hóa, thuộc đồng bằng sông Mã. Trong đó các huyện Hà trung, thị xã Bỉm sơn là nhiều nhất, ngoài ra, cũng có tại các huyện Thọ xuân, Vĩnh lộc, Hoằng hóa, Triệu sơn...
Ở miền Nam Việt Nam, rải rác ở các tỉnh Quảng Nam, Vĩnh long, Long An, TP Huế, TP Hồ chí minh ... các chi họ Tống tập trung không đông lắm và phát tích của các chi họ Tống ở đây hầu hết đều bắt đầu từ cuộc di cư từ Thanh Hóa theo chúa Nguyễn năm 1558. Cá biệt, trong lịch sử cũng ghi nhận những nhân vật họ Tống có mặt ở các vùng đất phía Nam từ trước cuộc di cư của chúa Nguyễn ví dụ cụ Tống Phúc Trị đã là quận công, trấn thủ Thuận hóa từ trước khi chúa Nguyễn Hoàng vào (xem Đại Việt sử ký toàn thư). Ở Điện Bàn, Quảng Nam có chi họ Tống vào lập đất trong cuộc di cư 24 gia đình dòng họ từ 4 tỉnh Cao Bằng, Hải Dương, Thanh Hóa, Nghệ An trong đó cụ họ Tống Minh Hùng được ghi tên trong số 12 cụ di cư từ Cao bằng (xem Bắc địa tấu từ - Tạp chí Hán nôm số 04/1996).
Ở các tỉnh phía Bắc (so với Thanh Hóa) có ghi nhận các làng họ Tống sống rất tập trung từ rất sớm, ví dụ làng đúc đồng Tống xá thuộc Yên Khánh, Ninh Bình được ghi nhận lập làng bởi ông tổ Tống Phúc Thành từ năm 971. Làng An Thái, An Mỹ, Bình Lục, Hà Nam có Đô xuyên hầu Tống Đức Long được ghi trên bia chùa từ năm 1619. Làng Nhất Trai, Lương Tài, Bắc Ninh có cụ Tống Phúc Lâm, đỗ đệ tam giáp tiến sĩ từ 1484 

## Người Việt Nam họ Tống nổi tiếng
- Tống Vĩnh Huy, nữ tướng dưới trướng Hai Bà Trưng. Bà lãnh đạo cuộc khởi nghĩa ở Tiên Nha (Phú Thọ) được Trưng Vương phong làm Vĩnh Hoa công chúa, giữ chức Nội Thị tướng quân
- Tống Phúc Lâm (1465-?), người Nhất trai, huyện Lương tài, tỉnh Bắc Ninh đỗ đệ tam giáp đồng tiến sĩ khóa Giáp thìn, Hồng đức, thời Lê (1484)[3] đi sứ năm 1488[4]
- Tống Phúc Trị (Tống Phước Trị), Trấn thủ Thuận Hóa, có vai trò quan trọng trong việc xây dựng nhà Nguyễn cùng với Nguyễn Hoàng.
- Tống Phúc Hiệp (Tống Phước Hiệp), tướng lĩnh cuối thời chúa Nguyễn.
- Tống Duy Tân, lãnh tụ khởi nghĩa trong phong trào Cần Vương
- Tống Phước Phổ, soạn giả tuồng
- Tống Văn Trân: Ủy viên Xứ ủy Nam Kỳ, Đảng cộng sản Đông Dương, phụ trách Sài Gòn - Gia Định.
- Tống Anh Tỷ, cầu thủ bóng đá Việt Nam
- Tống Thị Lĩnh, tôn hiệu Hiếu Nghĩa Hoàng hậu, cung tần của chúa Nghĩa Nguyễn Phúc Thái, mẹ của chúa Minh Nguyễn Phúc Chu.
- Tống Thị Được, tôn hiệu Hiếu Minh Hoàng hậu, cung tần của chúa Minh Nguyễn Phúc Chu, mẹ của chúa Ninh Nguyễn Phúc Chú.
- Tống Phúc Thị Lan, hoàng hậu của vua Gia Long nhà Nguyễn.
- Tống Thị Đôi, cung tần của chúa Nguyễn Phúc Tần.
- Tống Thanh Bình, chính trị gia người Việt Nam, dân tộc Thái.
- Tống Anh Hào, nguyên Phó Chánh án Tòa án nhân dân tối cao Việt Nam.

## Người Trung Hoa họ Tống nổi tiếng
- Tống Vi Tử Khải, anh trai Trụ Vương nhà Thương được Chu Công cho làm vua nước Tống.[5]
- Tống Nghĩa, thượng tướng quân của Sở Hoài Vương thời Hán - Sở tranh hùng.
- Tống Hiến, tướng dưới quyền Lã Bố và Tào Tháo thời Tam Quốc.
- Tống Cảnh, tể tướng của Đường Huyền Tông.
- Tống Giang (tức Tống Công Minh), lãnh tụ khởi nghĩa thời Bắc Tống.
- Tống Cảo, quan nhà Tống, nhiều lần đi sứ phương nam, tác giả "Tống Cảo hành lục"[6].
- Tống Từ, nhà pháp y đời Nam Tống, tác giả Tẩy oan tập lục.
- Ba chị em họ Tống: Tống Ái Linh, Tống Khánh Linh, Tống Mỹ Linh.
- Tống Triết Nguyên: Tướng lĩnh quân đội Quốc Dân Đảng Trung Quốc.
- Victoria Song tên thật là Tống Thiến, thành viên nhóm nhạc Kpop F(x)
- Tống Tổ Nhi tên thật là Tôn Bích Quyên, nữ diễn viên trẻ Trung Quốc
- Tống Sở Du, chính khách Trung Hoa Đài Bắc.
- Song Yuqi tên thật là Tống Vũ Kỳ, ca sĩ, dancer, người viết nhạc, thành viên nhóm nhạc Hàn Quốc (G)I-DLE
- Tống Á Hiên, thành viên của nhóm nhạc Thời Đại Thiếu Niên Đoàn

## Người Triều Tiên họ Tống có danh tiếng
- Tống Thời Liệt (Song Si Yeol), nhà tư tưởng thời Triều Tiên.
- Song Young-moo (Hán Việt: Tống Vĩnh Vũ), Bộ trưởng Bộ Quốc phòng Hàn Quốc
- Song Hye Kyo (Hán Việt: Tống Huệ Kiều), diễn viên Hàn Quốc.
- Song Seung Hun (Hán Việt: Tống Thừa Hiến), diễn viên Hàn Quốc.
- Song Il Gook (Hán Việt: Tống Nhất Quốc), diễn viên Hàn Quốc.
- Song Chong Kook (Hán Việt: Tống Chung Quốc), cầu thủ bóng đá Hàn Quốc.
- Song Joong-ki (Hán Việt: Tống Trọng Cơ), diễn viên Hàn Quốc
- Song Kyung-ho (Hán Việt: Tống Khánh Hồ), Top laner xuất sắc nhất lịch sử Liên Minh Huyền Thoại Hàn Quốc
- Song Minho (Mino (rapper) thành viên Winner (nhóm nhạc)
- Song Hyeongjun (Hán Việt: Tống Hanh Tuấn), thành viên nhóm nhạc Cravity.
- Song Kyung-il (Hán Việt: Tống Khánh Nhất), ca sĩ, thành viên nhóm nhạc History.
- Song Jaewon ( Hán Việt : Tống Tại Nguyên ), thành viên nhóm nhạc Tempest